# Les Loups-garous de Thiercelieux
 (novembre 2024).
Si vous disposez d'ouvrages ou d'articles de référence ou si vous connaissez des sites web de qualité traitant du thème abordé ici, merci de compléter l'article en donnant les références utiles à sa vérifiabilité et en les liant à la section « Notes et références ».
 (novembre 2024).
Les Loups-garous de Thiercelieux est un jeu de société à rôle caché. Créé en 2004 par les Français Philippe des Pallières et Hervé Marly. Il oppose deux équipes : les villageois et les loups-garous. La nuit, les loups-garous doivent éliminer tous les villageois et ne pas se faire démasquer. Le jour, pendant le vote les villageois doivent tuer les loups-garous.
Ce jeu est inspiré du jeu Werewolf (aussi connu sous le nom de Mafia, Polar Bear, Are You A Werewolf ?…), un jeu créé en 1986.

## Description

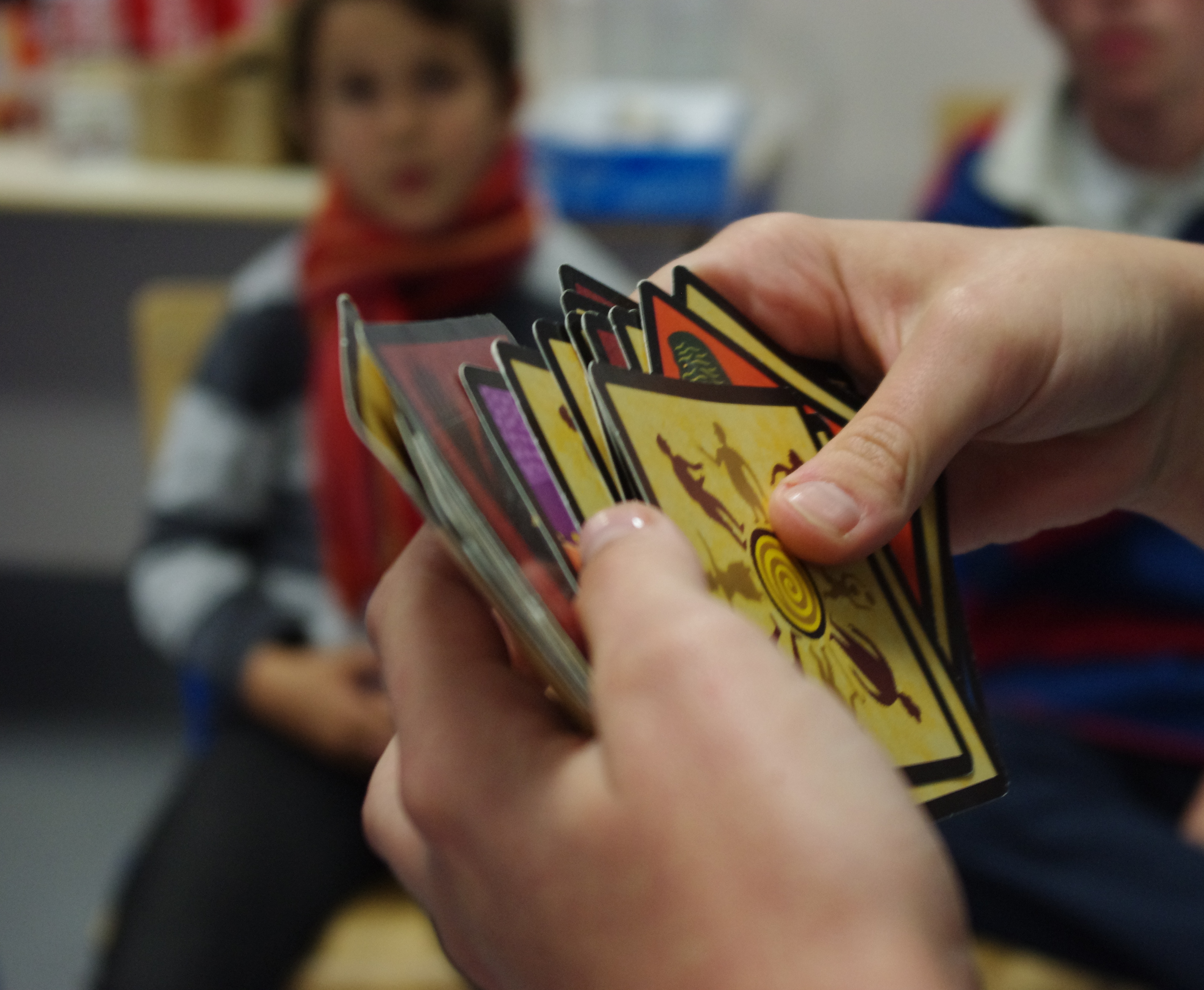
Le meneur prépare les cartes.

Le village de Thiercelieux semble en apparence normal, mais chaque nuit certains villageois se transforment en loups-garous pour dévorer d'autres villageois. Chaque matin venu, les villageois découvrent une personne qui manque à l'appel et se réunissent pour tenter de démasquer les loups-garous se cachant parmi eux.
Le matériel de jeu est formé uniquement de cartes représentant chacune une identité au recto et une même illustration pour toutes les cartes au verso.

## Histoire

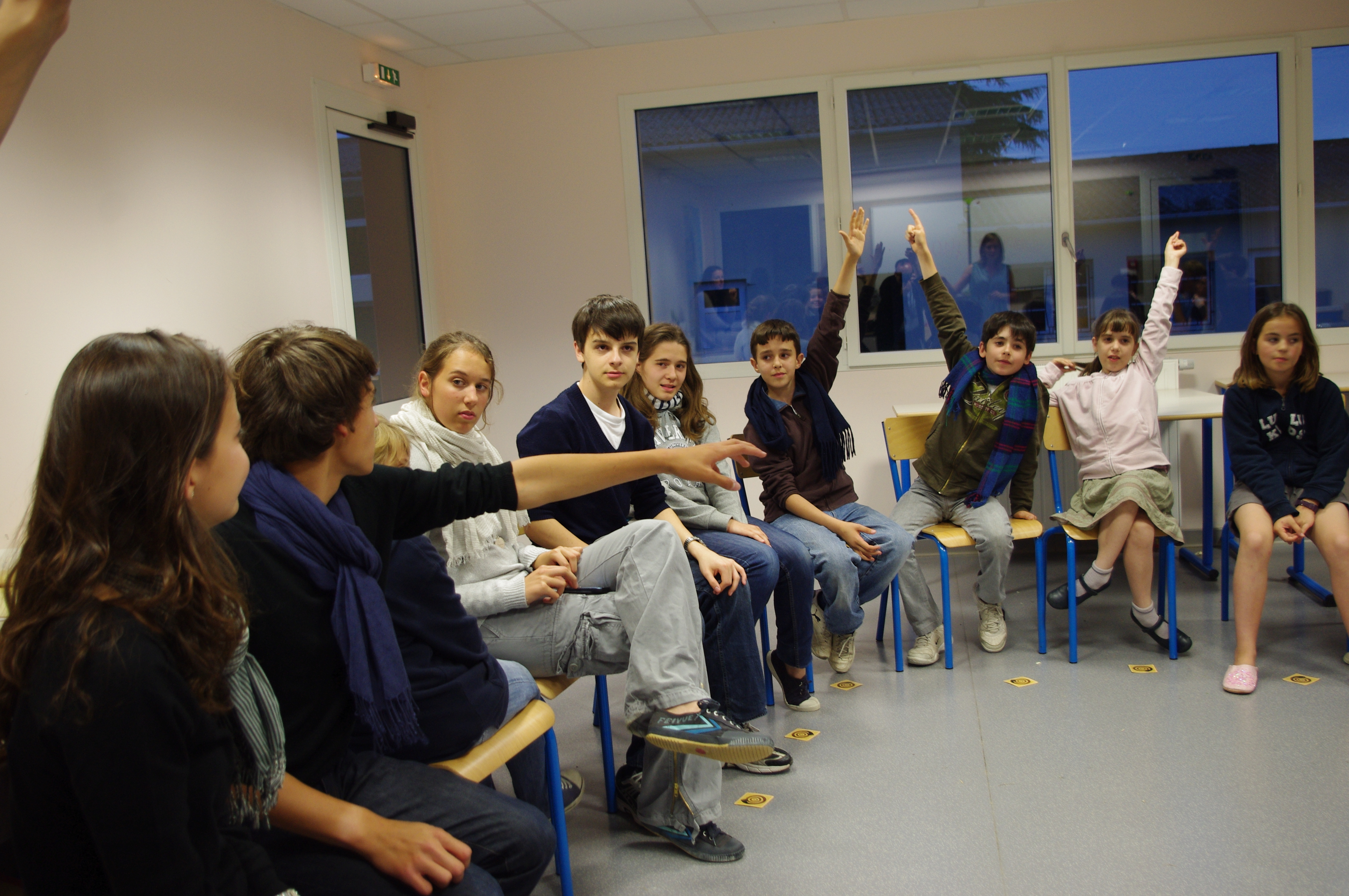
Les discussions, déductions…

### Création
Werewolf (le jeu des loups-garous) a été décrit sur Internet par Andrew Plotkin aux États-Unis en 1997. Il adapte, avec le thème des loups-garous, le jeu Mafia, créé en Union soviétique en 1986 par Dimitry Davidoff,. De nombreuses variantes ont été jouées ou inventées, libres ou commerciales, ayant généralement pour thème le milieu ou les loups-garous
La version intitulée Les Loups-garous de Thiercelieux a été créée en 2001 par Philippe des Pallières et Hervé Marly. Elle est éditée par Lui-même, société fondée par Philippe des Pallières en 1999, les deux créateurs n'ayant pas réussi à trouver de société pour le commercialiser.
Le nom du jeu est inspiré du hameau de Thiercelieux, où vivait alors Philippe des Pallières, dans la commune rurale de Montolivet dans l'est de la Seine-et-Marne.

### Éditions ultérieures
Une première extension appelée Nouvelle Lune, des mêmes auteurs, est parue en 2006[réf. souhaitée]. Une seconde extension est sortie en 2009 sous le nom Le Village[réf. souhaitée]. En 2011 sort une édition de luxe du jeu nommée Les Loups-garous de Thiercelieux, ten years after (10 ans après)[réf. souhaitée]. À partir du 12 octobre 2012 est disponible l'extension 3, Personnages[réf. souhaitée].
Depuis fin août 2014 est disponible Le Pacte. Cette extension réunit tous les jeux (le jeu de base, nouvelle lune, le village et personnages) et les cartes sont toutes cartonnées pour être compatibles avec les bâtiments que l'on retrouve dans le Village[réf. souhaitée].
En décembre 2019, les créateurs du jeu confient leur projet de réaliser une nouvelle extension intitulée La Forêt.

## Récompenses
- La médaille de bronze du salon Ludexpo (2001[réf. souhaitée]).
- L'As d'Or et le grand prix du public du Festival international des Jeux (2002[réf. souhaitée]).

## Controverse autour de la paternité du jeu

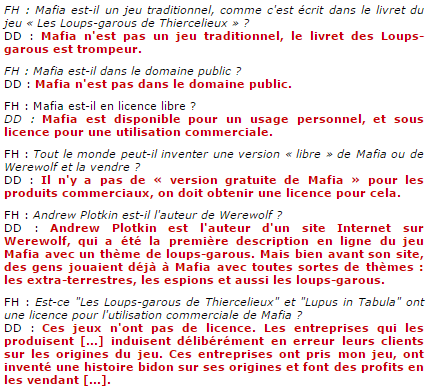
Interview avec le créateur de Mafia, Dimitry Davidoff (traduit de l'anglais).

Sur JeuxSoc, site web spécialisé dans les jeux de sociétés, un auteur s'est vu accorder le 1er mars 2011 une interview par Dimitry Davidoff, créateur du jeu Mafia, dont le jeu Les Loups-garous de Thiercelieux est pleinement inspiré.
Le livret de jeu des Loups-garous de Thiercelieux indique : « Ce jeu est librement inspiré d'un jeu soviétique de tradition orale, apparu dans les années 1930, plus connu sous le nom de Mafia. »
Dimitry Davidoff dément dans l'interview cette affirmation, en expliquant qu'il ne s'agit pas d'un jeu traditionnel oral (aucune source ne confirmant les dires des auteurs des Loups-garous de Thiercelieux).
Par ailleurs, le jeu est édité pour la première fois en 1986, avec une licence permettant seulement un usage personnel du jeu et du concept.
Un article de Wired paru en 2010 retrace également l'histoire du concept de jeu inventé par Dimitry Davidoff.

## Adaptations

### Adaptations en jeu vidéo

#### Loups-garous en ligne
Loups-garous en ligne est la version agréée par les auteurs et sous licence d'exploitation. En 2018, Lévan Sardjeveladé annonce le rachat de Loups-Garou-en-ligne par Celsius Online. Le 19 décembre 2023, l'éditeur du jeu annonce la fermeture de la version en ligne pour le 9 janvier 2024 ; la version mobile reste active[réf. souhaitée].

#### Adaptations non-officielles en jeu vidéo
Werewolves Within (2016) est un jeu vidéo qui reprend le principe du jeu en réalité virtuelle du jeu par Ubisoft sur Windows et PlayStation 4[réf. souhaitée].
La plateforme Wolfy, accessible depuis 2018, propose une adaptation web et mobile du jeu dans une interface 2D. Sa notoriété s'accroît largement grâce aux confinements liés à la pandémie de Covid-19 en France : son nombre d'inscrits passe de 200 000 en mars 2020 à plus de 1 700 000 en novembre de la même année,.
Le jeu Agrou, sorti le 25 juillet 2020 sur Steam développé par Osmose Studio et édité par Wankil Studio, est inspiré du jeu original pour sa mécanique de gameplay.

### Adaptations en livres

#### Adaptation en manga
En 2014 au Japon sort un manga librement adapté du jeu : Hunt, le jeu du Loup Garou, écrit par Ryo Kawakami et dessiné par Koudo. Il est sorti aux éditions Soleil en France. L'ouvrage reprend les règles de bases du jeu ainsi que les rôles des Villageois, Loup Garou et Voyante[réf. nécessaire].

#### Adaptation en roman
Sorti en novembre 2018, Lune rousse est un roman junior qui raconte une histoire se passant dans l'univers du jeu. Il a été écrit par Paul Beorn et Silène Edgar[réf. nécessaire].

#### Adaptation en livre-jeu Escape Game
Publié en avril 2023 aux éditions Mango, Escape Game Loups-Garous de Thiercelieux : Enquête au Village est un livre d’enquête et d’énigmes qui se déroule dans l’univers du jeu. Il remporte le prix du meilleur livre-jeu jeunesse lors de la cérémonie du Prix littéraire du livre-jeu 2024, dans le cadre du Festival international des jeux de Cannes[réf. nécessaire].

### Adaptations à la télévision

#### Loups-garous(2024-)
En octobre 2024, Canal + diffuse la première saison de Loups-garous, une adaptation du célèbre jeu de société de Les Loups-garous de Thiercelieux.

#### En Chine
Le jeu de Loups-Garous de Thiercelieux a connu le succès en Chine ces dernières années[réf. nécessaire], en chinois 狼人杀 (langrensha, "Loup-garou tueurs"), avec des variantes possédant une multitude de rôles. Plusieurs émissions télévisées chinoises mettent en scène le jeu avec des célébrités de la télévision chinoise[réf. nécessaire], comme Fanju Langrensha (饭局狼人杀) ou encore Aoming Langrensha (凹鸣狼人杀).

### Adaptations en film

#### Loups-garous(2024)
Asmodee Entertainment (Asmodee est l'éditeur du jeu) signe un accord avec Radar Films (Mediawan). Le scénariste François Uzan prépare ainsi l'adaptation du jeu de société en co-écriture avec Céleste Balin. Il en est aussi le réalisateur et déclare : « Cela fait des années que je joue aux Loups-garous de Thiercelieux. Être capable de lui donner vie pour le grand écran tout en le mélangeant avec mon propre univers est une sorte "d’ultime extension de jeu" pour moi ! J’ai hâte de me lancer dans cette nouvelle aventure ». Le film, diffusé Netflix, est tourné courant 2023 en Tchéquie.

#### Autres adaptations
Le jeu d'Ubisoft sur Windows et PlayStation 4, Werewolves Within, a été adapté sous forme de film par Ubisoft Film & Television avec le réalisateur Josh Ruben et la scénariste Mishna Wolff. Le titre Werewolves Within qui a été gardé pour le film en anglais a été traduit en Loups-Garous en français. Le film est sorti le 25 juin 2021 au cinéma aux États-Unis et est disponible en VOD sur Showtime et Amazon Prime Video.